# Harvey Korman
Harvey Herschel Korman (Chicago, 15 de fevereiro de 1927 - Los Angeles, 29 de maio de 2008) foi um ator e comediante dos Estados Unidos da América.

## Biografia
Harvey Korman emprestou a voz do extraterrestre "Gazoo" da série "The Flintstones". Em 1974, ele conheceu Mel Brooks no filme Banzé no Oeste (Blazing Saddles) (1974) quando interpretou o vilão Hedley Lamarr. A famosa frase de Harvey Korman como Hedley Lamarr foi assim: "It's Not Hedy, it's Hedley. Hedley Lamarr." Após esse encontro, Harvey passou a integrar a equipe de Mel Brooks ao lado de grandes nomes da comédia como Madeline Kahn, Gene Wilder, Cloris Leachman, Dom DeLuise, Marty Feldman e Kenneth Mars. Participou também de alguns filmes da série A Pantera Cor-de-Rosa durante as décadas de 70 e 80 como um aliado do Inspetor Clouseau, o inventor de disfarces Auguste Balls. Atuou ainda em filmes como Baseado em uma História Irreal (1993) e Assassinato na Rádio WBN (1994). Uma de suas últimas aparições no cinema foi como um piradíssimo médico chefe de hospício, satirizando a personagem do doutor Jack Seward em Drácula, Morto Mas Feliz (1995). Apesar de ter aparecido mais algumas vezes em filmes e seriados, passou a se dedicar mais a seu talento de dublador emprestando a sua voz a vários desenhos e animações no fim dos anos 90. Morreu aos 81 anos de idade, mais de cinquenta de carreira, vítima da ruptura de um aneurisma abdominal.